# Технічна термінологія
Техні́чна терміноло́гія — це термінолексика, яка пов'язана з окремими галузями техніки, виробництва, промисловості.
Термінологія (від лат. terminus — «кінець, межа» і гр. λογία — «наука, вчення») сукупність термінів якоїсь галузі науки, техніки, мистецтва або всіх термінів даної мови.
Термін — слово або словосполучення, яке позначає спеціальне поняття в науці, техніці, мистецтві.

## Види технічних термінів
Залежно від категорії спеціалізації значення, терміни можна поділити на:
- загальнонаукові терміни, сферою вживання яких є майже всі галузеві термінології, наприклад: напруга, потенціал тощо.
- міжгалузеві терміни, тобто терміни, які зустрічаються або в споріднених, або у віддалених галузях, наприклад: leader у гірничій справі має значення — «напрямна стріла копра», у слюсарній справі — «ходовий гвинт».
- вузькогалузеві терміни — це терміни, які вживаються лише в одній галузі науки, наприклад: прикладне програмне забезпечення тощо.

За структурою технічні терміни можна поділити на:
- прості: непохідні (тобто терміни, які при синхронному аналізі не мають мотиваційних слів, наприклад: дуга) та похідні (терміни, у яких можливо виокремити мотиваційні основи та словотворчі афікси, наприклад: запобіжник).
- складні — це терміни, які складаються з декількох основ, наприклад: мікрохвиля.
- складені — це терміни-словосполучення, наприклад: дросельний вентиль, галогенопохідні вуглеводні.
- терміни-символи (%) та терміни-напівсимволи (α-промені).[2]

## Основні ознаки технічного терміна
- Стилістична нейтральність, відсутність емоційно-експресивного забарвлення.
- Точність і незалежність від контексту. Технічний термін повинен чітко передавати суть поняття задля уникнення непорозумінь та неточності.
- Тенденція до однозначності у межах певної термінологічної системи.
- Пластичність. Здатність до творення похідних термінів.
- Системність. Кожний термін має термінологічне значення в межах обумовленої терміносистеми.
- Стислість у плані вираження.
- Наявність визначення, яке чітко окреслює, обмежує його значення.
- Інтернаціональний характер. Наявність термінів-інтернаціоналізмів в деяких випадках полегшує міжнаціональне спілкування.
- Змістовність.

## Історичний розвиток технічної термінології
Основи сучасної української наукової термінології почали закладатися в кінці XIX — на початку XX ст. Цей період характеризується досить сформованою загальнонауковою термінологічною лексикою, в той час як спеціальна наукова термінологія тільки починає формуватися. Терміни, як окремий лексичний пласт української мови, починають комплексно досліджуватись лише із середини XX століття. Посилення лінгвістичного інтересу до аналізу та систематизації технічних термінів зумовлений значним впливом технічної термінології на розвиток української літературної мови, адже саме технічна термінологія є найрухливішим шаром загальновживаної лексики. На сьогодні спостерігається посилення зацікавленості у термінологічних надбаннях НТШ та ІУНМ. Серед представників НТШ слід виокремити два табори, що мали різні погляди на розвиток української термінології: перший табір об'єднував прихильників термінотворення на основі народної мови (В. Левицький, І. Пулюй, І. Верхратський, І. Кандяк), прибічники другого табору вбачали процес розвитку у запровадженні інтернаціональної термінології в українську лексику (С. Рудницький, М. Вікул, І. Горбачевский). Сьогодні проводяться численні наукові семінари та конференції, що допомагають виробити та узгодити процес творення технічного термінологічного апарату української мови, наприклад міжнародна наукова конференція «Проблеми української термінології СловоСвіт» (Львів, Технічний комітет стандартизації науково-технічної термінології), «Українська термінологія і сучасність» (Київ, Інститут української мови НАН України). Крім того, у 1992 році на базі Львівського політехнічного інституту було створено Технічний комітет стандартизації науково-технічної термінології, до якого пізніше приєдналися Інститут української мови НАН України, Київський політехнічний інститут та Український науково-дослідний інститут стандартизації, сертифікації та інформатики.
Теоретичними питаннями термінології, проблемами різних галузевих терміносистем та структурою термінологічної лексики української мови займалися такі вчена, як Т. І. Панько, А. А. Бурячок, В. П. Даниленко, Л. О. Симоненко, І. М. Кочан, Н. С. Родзевич, В. В. Ґрещук, А. Д. Хаютіна та інші.

## Способи творення технічних термінів
- Спосіб вторинної номінації спостерігається, коли для позначення наукового поняття використовується існуюча в мові назва. Спосіб вторинної номінації може базуватися на основі метафоричних процесів, коли відбувається переосмислення назв за подібністю певних характеристик (жила — провід кабелю; жила — судина, в обох прикладах подібними характеристиками є зовнішня схожість та функція транспортування)[4] , а також на основі метонімічного перенесення назви (вимір — величина, яку вимірюють; вимір — процес визначення величини).[5]

- Словотвірний — один із найпродуктивніших способів термінотворення за допомогою афіксів, скорочення слів, складання основ та слів (склоцемент, агропром, надвиробництво).[6]

- Синтаксичний — це спосіб створення термінів на основі вживання словосполучень для позначення понять (журнал обліку господарських операцій) .[7]

- Морфолого-синаксичний — це спосіб утворення термінів на основі переходу слова з розряду однієї частини мови в іншу, що базується на граматико-лексичному переосмисленні цього слова (насосна).[4]

- Спосіб іншомовних запозичень. Найбільший відсоток запозиченої термінологічної лексики становлять латинізми конденсатор (від лат. condensare — згущую), детектор (від лат. detector — відкривач). В українській технічній термінології присутні запозичення з грецької мови (реостат (від гр. ήλεκτρον — бурштин + τόνοζ — напруга), із французької та англійської мов (ізолятор (від фр. isolateur від isoler — роз'єднувати); скрап (від англ. scrap — відходи, метал), з німецької мови (зумер (від нім. Summer від summen — дзижчати). Окрему групу іншомовних запозичень становлять одиниці вимірювання, наприклад: джоуль (від прізвища англійського фізика Дж.-П.Джоуля), ампер (від прізвища французького хіміка А. Ампера) тощо.

## Лексико-семантичні процеси української технічної термінології
Для української термінології характерні такі лексико-семантичні процеси, як омонімія, антонімія, полісемія, паронімія.
- Омонімія у термінології спостерігається у випадках, коли при виникненні розбіжності між значеннями полісемічного слова, втрачається їх спільна основа. Наприклад, термін finish (від лат.«finis») має такі значення: у техніці — «обробка, поліровка», у текстильній промисловості — «чистота поверхні».
- Антонімія у термінології зустрічається у випадках, коли терміни позначають протилежні поняття, але їх семантичний зміст співвідноситься і окреслює один і той самий рід явищ (гіпердинаміка — гіподинаміка).[8]
- Полісемія у терміносистемах виникає у результаті здатності одного мовного знаку відповідати декільком значенням, що історично обумовлені або взаємопов'язані за змістом та походженням (пара черв'ячна- «з'єднувальний механізм між валом і колесом» ; пара малозносна — «матеріал, метали, що використовуються у механізмах з метою зменшення їх зношування»).
- Паронімія технічних термінів — це явище часткової звукової подібності між термінами при повній або частковій семантичній відмінності (метил — метилен).